# 中共中央上海局
中共中央上海局是中华民国大陆时期中国共产党中央委员会在上海地区的领导机构。

## 三十年代中期的上海局
1933年1月初，中共临时中央政治局迁往江西瑞金，同时成立中共上海中央执行局，李竹声任上海中央执行局书记，黄文杰任中央执行局职工部部长。保卫部（亦称中央特委、中央特科）部长武胡景（1933年5月-1935年3月）。宣传部长盛忠亮（1933年1月下旬-1934年8月）。上海中央局代表中共中央领导党在国民党统治区中的工作，负责保持和疏通中共中央与共产国际驻上海代表之间的联系，加强全国各地党组织与革命根据地党组织的联系，负责接待全国各地到中央请示汇报工作的同志，并把他们送到革命根据地。凡到上海来找中央的人员，尽可能帮助解决经济上和组织上的困难。同时上海中央局还帮助江苏省委恢复遭破坏的上海各区委组织，以及定期与江苏省委沟通工作、研究问题、加强联系，并负责出版党内刊物《斗争》等。“1933年至1935年，（上海局）军委的主要任务是配合红军反对国民党对苏区的几次围剿。派了大批同志到江西工作，在南昌、德安、九江均建立了地方党组织和据点”。
上海中央局从1934年3月至1935年2月间，连续遭到6次大破坏，中央局书记两次投奔国民政府，电台也遭到破坏。
1934年春，中共江苏省委内混入了特工人员，
- 3月1日上午九时省委宣传部长李默农和部下汪铁民被公共租界工部局在同孚路逮捕，3月13日引渡；
- 3月2日中午12时30分，公共租界工部局突袭了昌平路677号，逮捕了中央委员杨一林（即上海中央局组织部长黄文容）、省委干部张子云（即原满洲省委书记、时任江苏省委组织部长李实）、省委书记孔二(化名孟庆发、孟庆祥、赵霖、赵林、赵英，天津裕华纱厂工人)、省委组织部干部刘贵乡、刘吕氏（刘贵乡妻子）、刘张氏（刘贵乡义妹）。搜查得到大批中、英、俄文的党的材料。3月6日把杨一林、刘贵乡、张子云引渡给上海警察局；其余三人包括赵林被释放。实际上赵林是可以自由出入上海警察局的内奸。

新产生的中共江苏临时省委代理书记赵立人（临时省委代理书记，原名赵耀珊，又名赵跃珊、赵立人、赵立容、老韩、郑玉龙、黑大汉，安徽人）被叛徒孔二带领特务盯上，掌握了他所联系的上级与周围的干部。1934年6月26日晚18时中统特务盯梢指捕，工部局警察在康脑脱路料廖州路角赵立人与全总白区执行局党团书记张文清（袁孟超）。当晚20时在在莱斯考斯路38号住居逮捕上海中央局书记李竹声（余淇全）、利月英（女）、王陈氏（女）等。夜21点半，在清海路善庆里33号，逮捕李周氏（女）。22点15分，在此处监视的警察又逮捕来此处的张金标。21点40分，在武定路槐荫里74号，租界警察再逮捕上海工会联合会委员长刘志刚。夜22点，监视此处的警察将来到此处的中央局秘书处负责人李德钊（林子明）逮捕。23点，又逮捕前来此处的中央联络员吴炳生。公共租界的逮捕活动持续到翌日清晨，27日凌晨1点半，在康脑脱路长康里12号，逮捕李锦峰、陈在葛、王根生。同时，在法租界也发生了同样的逮捕破坏行动。法租界工部局警察在古拔路63弄14号逮捕方玉英（方秀英，女）。在西爱咸斯路甘世东路口慎成里75号，逮捕王秀英（女）、方文彬、宋桂清。秦曼云也在这次逮捕事件中化名被捕。公共租界警察将14个被捕者起诉到江苏高等法院第二分院，法租界警察将被捕4人起诉到江苏高等法院第三分院，两院审理结果，除王陈氏、李周氏二人为女佣人而被释放外，其余16人都为中共重要党员，全部引渡给国民党方面。７月14日夜，引渡的被捕共产党人由夜行列车被秘密押送到南京。不久，被捕的中央局书记李竹声、江苏省委书记郑玉龙及吴炳生、袁孟超、秦曼云等人叛变脱党，并参加特务组织，给党组织带来巨大损失。。被国民党特务机关查获的文件有：王明关于共产国际七大召开日期的秘密信件、政治报告，鄂豫皖军事计划、北方军政工作计划，党在国民党统治区三个月工作计划，党在工会中和几乎在所有省份青年中的工作计划，中共中央自1930年以来指示和决定、护照和党的报刊，出席共产国际七大的代表名单，还有共产国际执行委员会政治书记处委员皮亚特尼茨基最近关于军政形势问题给中共中央的电报等。但共产国际远东局、上海中央局同共产国际联络的电台并没被破坏。
根据共产国际的建议，中共中央决定在上海另设立中共中央全权代表，1934年8月盛忠亮（华樵）任上海中央执行局代理书记，组织部长高文华（不久调任河北省委书记）。1934年9月负责同共产国际联络的电台台长程祖怡在路上被捕后供出了盛忠亮住址。1934年10月4日，盛忠亮在寓所被捕，同时被捕的还有住在一起的3个人和1个小孩。10月5日晚22时法租界警察在麦其里34号逮捕了徐宏达、徐宏达妻子王宝琴、徐郑氏（徐宏达母亲）、赵万贞（徐郑氏长子徐宏远之妻），搜到1280美金、大量存折、中共中央会计账本，并逮捕随后上门的女子陈启惠。又逮捕陈炳生（徐建中），供述华盛路同乐坊122号设有秘密电台，在该处逮捕电台技师章雅范，扣押10瓦与50瓦短波电台各一，又逮捕徐刘氏（许建中之妻）。至10月12日，上海局组织部部长徐宝铎、管理经费的沈子修、管电台的周秀珠、负责同党中央联络的电台台长王友才、译报员杜卓强等九人被捕，10月10日上海的三部无线电台暴露。中央局机关大量重要的文件和两箱账单、几千元存款和现款、两部电台、七台收发报机、大量通讯器材都被查获。活动4年之久的上海地下党电台全部均遭破坏。中共中央同共产国际的无线电联系随之中断。1934年10月18日，共产国际联络部长（交通处主任）阿布拉莫夫告知中共：“请立即停止与上海的无线电联系。你们的电台，包括备用电台和密码，已经给警察掌握。请采取一切措施与我们建立定期的通讯联系。”得到莫斯科的消息后，中共中央电台与上海中央局也掐断了关系。中共驻共产国际代表团团长王明在小册子《新条件与新策略》写：他是根据上海日文《新闻联合》通讯社1934年11月14日所发的消息，得知红军撤出了瑞金。
1934年10月，上海中央执行局改为中共上海临时中央局，黄文杰任代理书记，组织部长何成湘（后黄文杰兼任），宣传部长朱镜我，张唯一负责秘书处。中央上海局与共产国际电台中断电讯联系后，从某个省召回两个报务员，准备建立两个新电台，准备通过中共福建、浙江、江西省委、闽西军政委员会和红二、六军团，给中共中央寄去密码。毛齐华、刘仲华装配成功一套收发报机，但一直未能与中央的电台联络上；1936年周恩来对毛齐华说：“那时我们正紧张地忙于长征，已顾不上这些了”。此后，上海中央局与中共中央失去联系，只能接受共产国际的领导。1934年12月29日，上海中央局书记黄文杰给王明、康生信：“你们是否与中央有直接的无线电联系。如果有，那就请帮助我们马上与他们建立联系。”同时要求帮助上海中央局安装和维修电台。1934年底，武胡景去莫斯科，由朱镜我领导军委的刘仲华，刘仲华兼管一些特科的工作。
从1933年秋到1934年秋，一年的时间里，当局在全国捕获共产党员是4505人，其中履行自首手续4213人。中统徐恩曾在《暗斗》一书中披露：中共上海领导机关共被破获14次；中共江苏省委共被破获4次；中共山东省委被破获3次；中共陕西省委被破获2次；共青团中央被破获3次；中共河北、河南、贵州省委和南京市委，各被破获一次。逮捕的中共党员和干部则有24 000多人。被捕者，中共中央委员40多人，省市委干部829人，县市级干部8000多人。
中统派遣30余名培训班毕业的文化特务在上海打入左翼文化团体。1935年2月19日，国民政府与上海公共租界工部局、法租界巡捕房在上海全市大搜捕，上海临时中央局书记黄文杰（李光林）和组织部长何成湘（吕文远）夫妇、宣传部长朱镜我（朱子明）、秘书处长张唯一（张元钦）、文委书记阳翰笙（王志忠、欧阳继修）、文委成员田汉（陈哲生）、许涤新（方子平）、“社联”党团书记杜国庠、林伯修等36人同时被捕，白区党的领导机关陷入瘫痪。经秦曼云指证，3月18日黄文杰、朱镜我、张唯一、杜国庠、田汉、阳翰笙、何成湘等8人引渡南京。其中黄文杰判刑18年，朱镜我与张唯一判刑8年。田汉等保释。据陈养山回忆：“一九三四年三月至一九三五年二月，上海中央局、江苏省委、团中央和江苏团省委、上海工联（即中华全国劳工联合会执行局）等机关，多次遭受敌人的大破坏，到一九三五年二月，以上组织都已不存在，基层组织也七零八落无人负责了。”“当时中央特科的负责人刘仲华（又名刘子华）”“铺建各种组织”。据王世英回忆，“当时仅剩军委系统较为完整”，“因此，军委系统就代管其他部门的工作”。军委情报部门负责人刘仲华从尚存的上海各系统（全总上海执行局、江苏省团委、上海局军委、特科、左翼作家联盟等）的领导人中抽调干部，1935年3月17日刘仲华（当时化名“华”、华再成、刘子华、秦、叙五）、贺昌之（当时化名张涛、云五）、浦化人（当时化名王养三、粮食、圣五、张培龄）在苏州河泥城桥路东一个地方开了一个会，成立三人小组，刘仲华抓总，贺昌之管组织，浦化人管宣传，刘仲华仍然抓军委和特科工作，另打算增加全总代表1人、团中央工委1人共5人组成中共上海临时中央局五人团。3月19日召开了第一次会议，在共产国际代表化名麦克道诺夫（可能是“老头子”格伯特）的领导下，从中华全国劳工联合会执行局、特科、共青团和中共中央代表所领导的组织的工作人员中挑选了五位同志，组成了负责履行中央在白区的职责的新的中央局。局内分工如下：
1. 军委负责人刘仲华负总责，领导军委、特科并与全总、青年团及国际代表取得联系
2. 全总代表饶漱石（当时化名阿四）负责中华全国劳工联合会执行局的工作
3. 团中央干部C同志（不详）负责共青团工作
4. 上海局宣传部干部浦化人领导商业局、联络局、组织部和宣传部的工作
5. 特科干部贺昌之领导军事部和白区一些组织的工作，同时负责恢复组织部的工作。

“开会经常只云五（贺昌炽）和圣五（浦化人）二人解决日常工作问题，叙五（刘仲华）个别地与云五或圣五接头”。根据共产国际代表的指示，上海临时中央局“主要任务是恢复白区与苏区的关系，恢复上海中央局与上海各系统地下党组织之间的关系，并进行清理、纯洁党组织的工作”；不断“精简机构，疏散干部，加强保密工作纪律，改善保密工作环境与条件”；“担负起领导白区全党的任务”，包括“平津武汉长沙京沪西南蓉渝”等地，其中“当时白区地方组织最大的是河北省委和满洲省委，他们单独向临时中央局报告工作。”上海临时中央局利用特科关系找到武装自卫会党团，重新建立组织部、技术部、宣传部，聂洪钧代理组织部长，张维林代理技术部长，董维健(董维键)代理宣传部长，田道先任警报站主任，并恢复无线电台。“至4月底，上海中央局原有的组织关系已完全得到恢复”。1935年5月底，在中共中央驻北方代表孔原来到上海，召集刘仲华、贺昌之召开三人会议，在孔原建议下，“应把原有的组织缩小到最低限度”，上海临时中央局原来的5人领导机构变为刘仲华、贺昌之、浦化人的“三人团”，正式成立临时中央局，刘仲华任书记。孔原与临时中央局商定恢复北方局，派朱理治去主持西北工作，不久之后上海临时中央局派遣聂洪钧、刘祚夫（后未到）去陕北成立上海中央局和北方局驻西北代表团。临时中央局的组织机构改组为：组织联络委员会（负责人王子清，负责白区交通和军委工作）、出版处（负责人董维健，负责原有的宣传部、技术部和出版部门的工作）、苏区交通局、警报处（主任陈直斋）、特科（新新）等工作部门，并统一领导中央各系统在上海的地下组织的工作：全总驻沪办事处、团中央临工委（负责人文德）、中华民族武装自卫委员会党团、文总。组织联络委员会给红二十五军送去密码，并通过他们把密码转川北红四方面军。还将红二、六军团任弼时的报告和中央遵义会议《关于第五次反“围剿”决议转给共产国际。出版处在6月10日和15日以临时中央局的名义发表《关于最近华北事变与党的紧急任务》和《为反对日本帝国主义侵占华北告全国民众书》两个文件，发表在地下出版的刊物《团的建设》上，出版了第79期党刊《斗争》。
1935年6月间，中共驻共产国际代表团获悉潘汉年、陈云、杨之华抵达上海，从海参崴派出老交通员梅龚和共产国际代表一起赴上海，于7月初抵沪，任务是：
- 催促苏区快派代表参加共产国际七大；
- 把潘汉年、陈云、杨之华接到苏联
- 取消上海临时中央局，通知其负责人赴苏，接管上海到各苏区的交通关系。

潘汉年、陈云于1935年7月间在上海见面后，一致认为上海形势险恶，暂时还没有恢复白区工作的条件，决定先后乘船经海参崴去莫斯科。 
1935年7月22日至24日上海临时中央局遭到最为严重的破坏，包括浦化人、王子清以下全部交通人员，共40人被捕。“据秦（刘仲华的化名）的估计，国际代表和他在七月末一次会面介绍森时是在马路上。”临时中央局给中共驻共产国际代表团的报告中：七月“二十一号下午三时接到警报说敌人不会等到月底，马上就要动手了。当晚即由秦（刘仲华）通知有关系各部（中局、新新及其他等），当晚接到警报的都离开了原机关。”因此，这次破坏中临时中央局领导的“油印处、印厂、文件保管处”没有受到破坏，“交通局（苏区交通）无事，全总无事，新新无事，（共产国际）代表关系由新新维持。”刘仲华回忆，收到朱阿根通过商务印书馆老工人转告的敌人要来破坏军委机关的警报，即通知了苏联同志和谢甫生，转告其他同志，转移了机密文件；军委除了一个司机外，所有同志都安全转移。但由于内部卧底无法查清，因此个人之间不再发生联系，所有关系由新新逐步恢复。1956年上海党组织审干时查明，上海临时中央局1935年7月22日遭到的大破坏是由郭进忠叛变导致的

上海临时中央局破坏的结果如下：甲、1935年5月，山西工委的上海交通员曾延伟（曾彦伟），自动叛变投敌。投敌时他预先写好自首书，把他在上海太原两地所知党和外围团体的所有关系全部详细列举，递交国民党上海特别市党部。当晚，敌即逮捕了曾告密的、由曾带到上海汇报工作的山西工委宣传部长郭进忠；乙、郭被捕后，略经刑讯，也立即叛变。”“曾的党内职务低，对临时中央局的破坏起的作用不大。临时中央局的破坏，是郭进忠费去一个多月的时间，和国特在一起里应外合、精心活动的结果。”

至1935年8月中旬临时上海局所余部分与新新恢复了联系。8月潘汉年化名“水番三郎”，乘坐苏联货轮“东方号”，于1935年9月中旬到达莫斯科。8月26日刘仲华接到王明、康生5月3日、5日从莫斯科发来的“上海目前不需要任何中央的组织”指示信。同时，刘仲华还收到了共产国际代表的指示：“麦克道诺夫本要同我在某商行见面，后因情况紧急，又改为书面通知，要我交出工作去苏联。我当即将工作交给王世英，并告他安排好后即转移去北方”。遂决定不再恢复上海临时中央局，临时中央局的活动将分散到各中心城市。这样，上海临时中央局的历史使命宣告结束。由新新选出三人组成清理委员会，将所有的残余的关系（苏区交通局、油印处、CY（团机关）、沪东区委、武装自卫会全）清理洗刷一遍，分别派走，一切旧关系切断；彻底改造新新，凡卧底认识的干部与工作人员一律无条件离开上海，特科总部迁往天津，上海设办事处，武汉、西南设中心区。完成新新总部清理后，刘仲华、贺昌之去了苏联。8月底9月份，王世英带领上海临时中央局军委机关人员、特科总部人员转移至天津，并入北方局军委和华北联络局，在上海仅设立“军委留沪联络站”（即中央特科上海办事处），由邱吉夫负责，下设负责政治军事情报、警报关系、通讯联系三个组，作为南方各省的情报指挥中心。上海临时中央局结束。陈云于9月初与陈潭秋、曾山、杨之华一起乘苏联货轮赴海参崴，于9月下旬到莫斯科。陈云行前把与中共中央联络的密电码、2000元经费留给了上海地下党组织的邱文。
1935年入冬，中央红军长征胜利到达陕北，上海地下党组织笼罩在严重的白色恐怖之中，留下少数未暴露的工作人员坚持。当时的总负责人是邱吉夫，主管情报工作的是徐强（对外称老金〉。特科上海办事处也被破获，定于1935年11月18日晚8时同时在18个地址抓捕特科最后隐蔽的人员。特科安插在法租界巡捕房的内部“关系”，于当日下午4点半送出一份警告通知，通知上没有姓名，只有18个地址。情报科交通员老丁接到通知，立即找到特科的孟菲。孟菲坐出租车分别去通知撤离，见了人就说暗语。吴兢电话通知陈克寒。丘吉夫当天未接到通知，也未去交通站，而是在广东大埔同乡会被捕。
1935年初张子华从中共中央北方代表处调上海任中共上海临时中央局组织部秘书（负责人）兼联系河北省委的政治交通。1935年5月改任鄂豫陕边区特派员，公开身份国民革命军第44师（师长萧之楚）第132旅旅部参谋。1935年下半年，南京国民政府争取改善对苏关系，谋求与中共接触、谈判。蒋介石、陈立夫指示铁道部政务次长曾养甫寻找与中共联络关系。曾养甫安排北洋大学同学、铁道部劳工科长、与周恩来邓颖超相识的谌小岑寻找中共地下组织。谌小岑找到中共地下党员，时任国民党中央宣传部中央社征集部主任左恭，向他通报了国民党中央希望与中共谈判的意愿。左恭把这一情况向上级党组织作了汇报，中共上海临时中央局派张子华担此重任。因为张子华是西北人，经过长期革命斗争的锻炼和考验，叔父王含章为国民党中央驻宁夏省党部特派员，张子华又去过陕北苏区，人地熟悉。张子华化名黄汉，以中共中央长江局代表名义，1936年1月3日晚在左恭陪同下于上海与谌小岑第一次会晤。谌传达了国民党中央的意思，并请黄先生帮助与中共中央搭桥。第二天，黄回访了谌，三天后又向谌通告，中共方面愿意接受国民党中央的意愿，同意两党进行和谈，一致抗日，并建议由国民党方面派出代表与黄一块前往陕北，与中共中央领导人直接面谈。国民党方面表示有些困难，便由宋子文出面，请宋庆龄从中设法帮忙。宋庆龄给毛泽东、周恩来写了亲笔信，委托周继武（真名董健吾）以财政部西北经济专员的身份与上海党组织派往陕北的联络员黄汉（张子华）一同前往陕北。张、周二人到西安后，得到了张学良帮助，于1936年2月19日亲自派张学良的专机把董健吾和张子华送到延安，2月27日到达中共中央驻地瓦窑堡。此时毛泽东、张闻天、周恩来等中央主要领导人都在东征战役前线，由林伯渠、博古等接待了客人并听取汇报，随后张子华专程赶到东征前线的交口镇，向中央详细汇报了他与国民党方面几次接触的情况，还把上海临时中央局的处境情况一并作了汇报。毛泽东夸讲他：“你作了一件很了不起的大事”。中央对他的工作表示满意，决定继续派他作为中央的联络员。1936年1月，董健吾从上海经西安、延安赴瓦窑堡，见到了留守中央后方的博古。3月中旬，董健吾从陕北回到上海。
1936年春末夏初时节，徐强领导的组织找到了流落街头的毛泽东的儿子毛岸英与毛岸青。毛岸龙早已在大同幼稚园生病夭折。
1936年4月10日，中央决定派冯雪峰带着密电码回上海，毛泽东、周恩来、张闻天都先后与他谈了话。为了护送冯雪峰，毛泽东还专门给东北军驻延安的军长王以哲发了电报：“宁方代表张子华偕敝方代表李允生(冯雪峰化名)十七日到达肤施，请见保护到西安，以便转回南京，特此奉达。”冯雪峰4月下旬到上海，陕北才与上海地下党沟通了电信联系。冯雪峰回忆说：“中央给的任务是四个：1.在上海设法建立一个电台，把所能得到的情报较快地报告中央。2.同上海各界救亡运动的领袖沈钧儒等取得联系，向他们传达毛主席和党中央的抗日民族统一战线政策，并同他们建立关系。3.了解和寻觅上海地下党组织，取得联系，替中央将另派到上海去做党组织工作的同志先做一些准备。4.对文艺界工作也附带管一管，首先是传达毛主席和党中央的抗日民族统一战线政策。”“这四个任务中，当时党中央指示说，前两个是主要的。我记得第一个任务是周总理亲自交给我的，并给了我密码，约定我用‘李允生’这名字，给了两千元经费……第二个及第三第四个任务是洛甫(张闻天)交给我的。行前，洛甫曾几次嘱咐我说：‘到上海后，务必先找鲁迅、茅盾等，了解一些情况后，再找党员和地下组织。派你先去上海，就因为你同鲁迅等熟识。’”冯雪峰到了上海，接手上海情报组织的领导工作。
1936年5月上中旬，美国记者埃德加·斯诺从北平来到上海拜访宋庆龄，向她表达去苏区访问的愿望。此时，宋庆龄刚接到冯雪峰带来的毛泽东、周恩来的信，信中说请她物色一位公道正直的外国记者和一名医生到苏区考察，以便让国际上更多的人们了解中共的真相。。宋庆龄接见斯诺后，立即通过地下电台告中共中央，推荐斯诺和马海德赴苏区。中共中央回复宋庆龄，正式邀请斯诺和马海德进入苏区。宋庆龄与上海地下党研究后，决定将护送斯诺去苏区的任务交给董健吾。因为董健吾驾轻就熟，不久前已去过瓦窑堡执行信使任务，同陕北和张学良建立了良好的关系，而且董又熟谙英语，同外国人士进行思想交流有很大的方便。董健吾离沪先期到达西安，为斯诺进入陕北根据地与有关方面联系，具体安排和落实好接送计划。1936年6月上旬斯诺和马海德到了西安，中央派政治保卫局长邓发来接，张学良安排了一辆军用卡车，把他们送到陕北。董健吾从西安直接返回上海。
1936年6月，董健吾把毛岸英、毛岸青和自己的儿子董寿琪送到宝庆路9弄3号李杜将军住所。1936年6月底，李杜及其副官、秘书、翻译，张学良派遣的东北军代表刘志清师长，护送毛岸英兄弟的上海地下党代表杨承芳，3个少年儿童毛岸英、毛岸青、董寿琪，一行九人登上法国“康脱罗梭号”邮轮，离开了上海，向法国马赛进发。办理签证时法国驻沪领事馆知道李杜的身份，甚至知道他是假道苏联赴东北组织抗日义勇军，所以对他和随行人员都作了详细的调查。苏联驻法国大使馆只同意毛岸英、毛岸青入境，不准其他人入境。最后，毛岸英、毛岸青被送到苏联大使馆。在那里他们见到了专程到巴黎迎接他们的康生。到莫斯科以后，他们被送到国际第二儿童院,各自起了苏联的名字。1937年年初，董健吾的孩子董寿琪跟着李杜将军一行，从巴黎回到上海。
1936年底，冯雪峰指示王尧山整理上海地下党组织的有关材料，准备重建上海地下党。为此，组织了一个“临时工作委员会”，王尧山任书记，直接受冯雪峰的领导。
1937年随着西安事变和平解决，全国抗日情绪高涨，抗日活动转为公开，中共中央决定派一批有城市工作经验的领导干部，到国统区各重要省市恢复重建党的领导机构，以适应即将到来的国共合作抗日新形势和建立抗日民族统一战线新任务。1937年6月下旬，装扮成商人的刘晓夫妇，在秘密交通员熊志华的护送下抵达上海，在红军驻上海办事处主任李克农的迎接下，住进了约定的接头地点—福州路老振华旅馆。第二天，冯雪峰到旅馆与刘晓见面。第三天，冯雪峰陪刘晓到上海临委书记王尧山家接上了关系。刘晓化名“刘巽斋”，任务是着手建立上海党组织领导机构。根据党中央的指示，刘晓、冯雪峰和王尧山组成党的上海三人团，刘晓全面主持上海地下党的工作，王尧山协助工作，冯雪峰的工作重点转向中共上海办事处，协助潘汉年开展统一战线和文化界的工作。1937年7月28日，公开合法的上海文化界救亡协会（“文协”）成立，宋庆龄、蔡元培、何香凝等83人当选为理事。文协内90％以上的成员是共产党领导的文化艺术工作者和救国会领导下的爱国青年，影响和推动了教育界、妇女界、职业界、学社界、工人界的救亡协会的建立。各界救亡协会组织群众建立起数以百计的募捐队、救护队、宣传队、慰问队、战地服务队等，支援八一三抗战。
1937年11月初，中央决定在上海成立江苏省委，刘晓任书记，刘长胜任副书记，王尧山任组织部长，沙文汉任宣传部长，张爱萍任军委书记。由于贯彻了毛泽东关于地下工作的指示：“中国革命是长期的，地下工作也要作长期打算，不在一时一事上与敌人计较长短，地下工作要善于积蓄力量，学会做群众工作，要与群众运动密切结合。党的秘密工作不是关在房子里，关在机关里，而是要隐蔽在群众里面。”上海党组织要求每个党员都要有公开合法的社会职业和身份，党员隐蔽在群众中开展工作。从抗日战争一直到上海解放，上海地下党的领导机关始终没有遭到破坏。

## 四十年代末的上海局
1943年1月，江苏省委建制撤销，改为中共中央华中局敌区工作部。省委书记刘晓和副书记刘长胜到中共中央华中局城工部担任正副部长。1946年4月中共中央决定以江苏省委原来的工作基础上成立上海中央局，受中央南京局领导；同时要求上海局要绝对隐蔽，主要负责第二线工作如秘密的地下党工作等，公开的第一线工作如民主运动和对蒋谈判等则由中共南京局负责。1947年1月16日，依据中共中央指示名称改为中共中央上海分局。1947年3月，中共代表团南京办事处和上海办事处撤离，中共中央南京局的工作也随之结束。1947年5月6日中共中央决定将中共中央上海分局改为中共中央上海局，书记刘晓，副书记刘长胜，受中共中央直接领导，管辖长江流域、西南各省及平津一部分党的组织和工作，必要时指导香港分局。
上海局下辖：
- 副书记刘长胜，主要分管上海市委和职工运动；
- 组织部长钱瑛，负责受上海中央局领导的各省、区党组织及青年组、全国学联党组的工作；
- 委员刘少文负责情报工作（1948年10吴克坚接替刘少文工作）
- 宣传部部长沙文汉，负责宣传与文化界
- 策反工作委员会：书记张执一，负责工商、统战及策反工作
- 中共上海市委
- 中共南京市委
- 外县工作委员会：辖杭州、苏州、无锡等地区的党组织及这些地区的武装斗争、军事组织。副书记周克。[24]
- 中共重庆市委：1947年4月，公开的四川省委被迫撤离后，重庆市委派副书记刘国定到上海与中共上海局委员钱瑛取得联系。上海局领导指示重庆党组织放手开展工作，并责成重庆市委书记王璞联系清理川东地区党组织。1947年5月以后，重庆市委陆续与巴县中心县委书记萧泽宽、川南工委书记廖林生、万县地区涂孝文和秀山地区的中心县委书记邓照明等人建立联系。一些原与省委和《新华日报》直接联系的党员，也先后与重庆市委接上关系。
- 中共川东特别区临时工作委员会：根据上海局钱瑛指示，1947年10月在重庆成立，由王璞任书记，涂孝文任副书记，萧泽宽、刘国定、彭咏梧为委员。川东临委负责领导重庆和上川东、下川东，以及川南、黔北部分地区的党组织。改组重庆市委为重庆市工委，领导重庆市区、江北县、北碚区以及贵州思南部分地区的党组织。书记刘国定、副书记冉益智主管学运，常委李维嘉主管宣传统战，委员许建业主管工运，妇委书记胡其芬。撤销巴县中心县委，临委委员萧泽宽领导川南、南涪地区的工作。建立下川东地工委，设于万县，领导万县、开县、云阳、巫山、巫溪、奉节、石柱、忠县及湖北宜昌等地的党组织，书记涂孝文，副书记彭咏梧，委员杨虞裳（艾英）、唐虚谷（唐毅）。1947年12月建立上川东地工委，驻广安，领导梁山、大竹、达县、垫江、邻水、开江、长寿、铜梁、潼南、合川、北碚、广安、渠县、岳池、南充、阆中、蓬溪等地党组织，王璞兼书记，委员骆安靖、曾霖。 1947年11月 川东临委派彭咏梧从重庆带一批干部前往下川东，部署云（阳）奉（节）两巫（巫山、巫溪）的武装斗争；派邓照明为上川东第一工委书记，加强梁（山）、达（县）、大（竹）边区游击根据地的建设；派出一批干部和青年积极分子到华蓥山区与当地党组织配合，准备武装斗争。成立川东民主联军下川东纵队（后改名为中国共产党川东游击纵队）。司令员赵唯，政委彭咏梧。川东民主联军下川东纵队下辖巴北支队、奉大巫支队、七南支队、开县支队。随后，彭咏梧赴青莲乡组建奉大巫支队。1948年4月因川东临委的机关报《挺进报》暴露，重庆市委副书记冉益智、书记刘国定被捕投奔国民政府，供出了川东临委、重庆市工委、上川东地工委、下川东地工委、川康特委，以及上海局领导机关和主要干部，并带领特务到万县、广安、上海、成都等地破坏地下党组织，先后被捕的党员干部133人，其中重庆67人，上下川东41人，川康17人，宁沪8人，其中被害的53人，下落不明（大部分被处决）35人，获释脱险25人，自首变节后仍被杀害4人，投奔国民政府8人，造成川东、川康和重庆地区党组织特别重大损失。 川东临委书记王璞和秘书长萧泽宽研究决定由上川东地工委下辖的第一工委书记邓照明留在重庆处理善后，横向整理组织。1949年1月，由于原川东临委只剩下萧泽宽一人，上海局（香港分局）决定成立川东特委，萧泽宽任书记，邓照明任副书记，国统区的工作重点必须从农村转向城市，实行“迎接解放，配合接管”的方针，发动群众保护城市、保护工厂学校，防止敌人破坏，加强调查研究，加强统战工作，注意整顿组织和积蓄力量，不再搞农村武装起义。

1949年5月27日，中国人民解放军华东野战军解放上海，中共中央上海局的历史使命被中共中央华东局接替。 

## 建国后的上海局
1954年4月27日，中共中央政治局扩大会议决定撤销大区一级的党政机构。1954年9月13日，中共中央华东局报告中共中央，认为大区撤销后，应加强对上海、江苏、浙江工作的领导，建议中央成立上海中央局。1954年10月28日，中共中央电复同意，并决定新的上海中央局由柯庆施、陈丕显、潘汉年、江渭清、江华、谷牧、马天水、刘顺元以及南京军区负责人2人至4人为委员，柯庆施为书记。
1955年1月8日，中共中央又决定由许建国接替调到中央工作的谷牧，任上海局委员。
1958年10月中共中央同意南京军区的许世友、唐亮参加上海局为委员。1960年9月，中共中央政治局决定成立华东、东北等6个中央局，11月10日中共中央华东局正式成立，存在6年的上海局即行撤销。
上海中央局的常设机构只有一个办公室，办公室下设秘书组、财贸组和农村调研组。上海局的职责主要是对上海及江浙两地工农业生产、资本主义工商业改造，以及对中央指示、方针的贯彻执行情况进行检查、调研。1957年7月上海局为了促进地区间工农业的协调发展、召开了苏、浙、闽、皖、赣、沪5省经济协作会议，之后经中央同意在上海局领导下成立经济协作委员会。 